# 走過歲月
【走過歲月】是歌手林慧萍的第四張個人專輯，歌林唱片1984年6月11日發行。
發片首週空降華視綜藝100暢銷專輯排行榜第一名。並在該年度的第三季銷售拿下第四名。

## 專輯文宣
在這屬於年輕的日子
曾經歡笑
也曾經落莫
走過的歲月
有美好，有寂寞
未來的歲月
要把握，更要努力
朋友，
讓我們攜手一起走過歲月

## 專輯曲目
| 曲序 | 曲名       | 作詞   | 作曲     | 編曲 | 長度 | 備註                                                                 |
| 01   | 走過歲月   | 施秀枝 | 黃仁清   |      | 2:51 |                                                                      |
| 02   | 愛的天地   | 左右   | 左右     |      | 4:29 |                                                                      |
| 03   | 風中的紙鳶 | 黃捷雄 | 黃捷平   |      | 3:25 |                                                                      |
| 04   | 約定       | 孫儀   | 日曲     |      | 3:12 |                                                                      |
| 05   | 希望       | 蔣榮伊 | 蔣榮伊   |      | 3:16 |                                                                      |
| 06   | 夏！在雨中 | 蓉子   | 韓正皓   |      | 3:26 |                                                                      |
| 07   | 影子       | 洪光達 | 村下孝藏 |      | 3:20 | 改編自村下孝藏的初戀                                                 |
| 08   | 推窗       | 陳進興 | 陳進興   |      | 3:49 | 陳進興更名為陳品                                                     |
| 09   | 揮不去的情 | 張尚喬 | 五輪真弓 |      | 3:45 | 改編自1983年成龍首張日語唱片マリアンヌ(Marianne)作詞・作曲：五輪真弓 |
| 10   | 思念的季節 | 左宏元 | 左宏元   |      | 3:01 |                                                                      |

## 專輯版本
- 黑膠唱片
  - 1984年6月11日歌林唱片發行
- 卡帶
  - 1984年6月11日歌林唱片發行
- CD
  - 2000年10月7日歌林天龍發行